# Operation Endgame
Operation Endgame var en strategisk plan utarbetad av Office of Detention and Removal Operations som tillhör USA:s inrikessäkerhetsdepartement. Planen strävade efter att samla ihop alla illegala invandrare i USA och deportera dem senast år 2012.
De olika delmålen i planen beskrivs i ett pm vid namn "Strategic Plan, 2003-2012 Detention and Removal Strategy for a Secure Homeland" författat av byråchef Anthony S. Tangemann daterat den 27 juni 2003